# Ókori zsidó művészet
Az ókori zsidók művészetének csak szórványosan maradt fenn emléke. Palesztina és Izrael területe szinte folyamatosan háborúknak volt kitéve az ókortól mind a mai napig. Ezért emlékeinek nagy része elpusztult. A zsidók művészetére – és történelmükre nézve is – legfontosabb forrásnak az Ószövetséget tekintik.

## Építészet

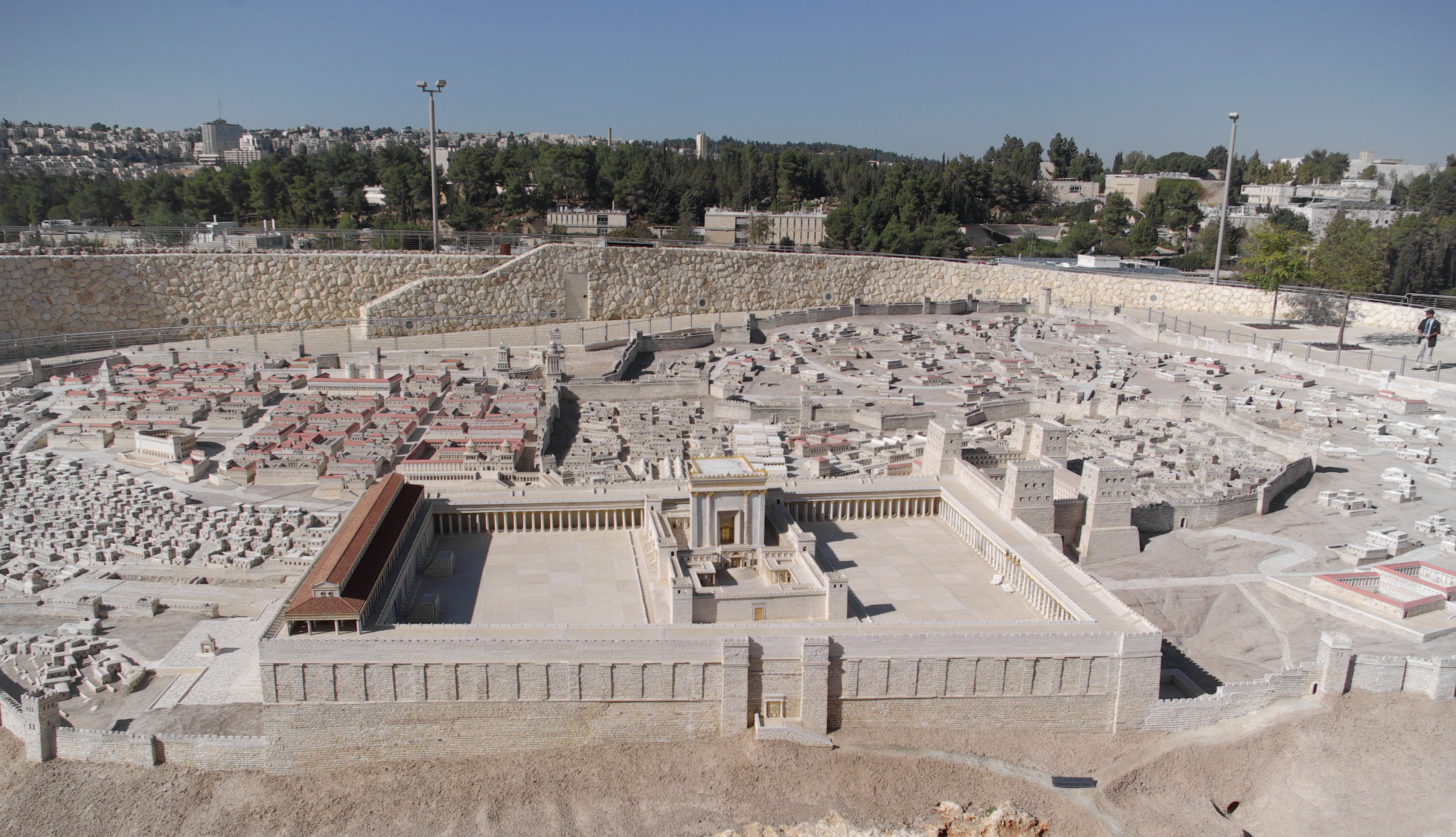
A jeruzsálemi templom makettje

A zsidók építészete formájában nem sokban különbözött Mezopotámia építészetétől. Lakóházaik, síremlékeik, templomaik mind babiloni mintára épültek. A legfontosabb épület, mely szimbólummá is vált az idők során, a salamoni templom volt.

### Templomok
A templomok elődje a Szent sátor volt, ennek mintájára épültek. A Szent sátort fedetlen pitvar vette körül (kb. 45x27 m). Itt állt az égőáldozati oltár, a mosdómedence, végül a tabernákulum, azaz maga a sátor. A sátor 50 singnyire állt a keleti oldaltól, 48 sittimfából készült oszlopon nyugodott, ezekre négyféle leplet vagy szőnyeget terítettek. Három ponton zsinórokkal és rézkarikákkal a talajhoz rögzítették s ezzel falat képeztek. A sátor két része a szentély és a szentek szentje.
A salamoni templomot még Dávid király szerette volna megépíteni, de csak Salamon kezdhette el. Kr. e. 966-959-ig épült föníciai mesterek vezetésével. Egyszerű formákból álló, téglaidomú épület volt, jellegzetessége a belső tereket borító cédrus- és ciprusburkolat. Csarnok, medence, két udvar (papok udvara és a nép udvara), templomi kamrák és szolgálati helyek tartoztak még hozzá. Ez a Salamon temploma néven volt ismert.
Kr. e. 586-ban Nabukodonozor leromboltatta, ennek helyére épült a zorobábeli templom vagy második templom (Kr. e. VI. sz.). Ennek későbbi átépített formája a heródesi templom (Kr. e. 19 – Kr. u. 70.). A heródesi templomot Kr. u. 70-ben a zsidó háború alatt lerombolták.

### Zsinagógák
A salamoni templom lerombolása után a zsidó nép kultusz nélkül maradt. A gyülekezőhely a zsinagóga lett. Ennek az épülettípusnak előudvara van, fürdőszerű felépítés jellemzi, mivel gyakran folyó mellé építették. A 3. századtól a hellén bazilikák mintájára háromhajós elrendezésben építették. A zsinagóga Jeruzsálem felé eső részéhez tették a Tórát tartó szekrényt, itt állt az almemár (emelvény is), ahonnan a Tórát felolvasták. A legismertebb zsinagóga a kapernaumi.

### Paloták
A salamoni templomhoz közel épült fel Salamon palotája. Előtte vezetett el a Gihon forrásához vezető út, kapuját Forráskapunak nevezték. A kapu oszlopcsarnokba vezetett, mely valószínűleg az őrség tartózkodási helye volt. A bejárattól jobbra a Libánon erdő háza volt, 100 sing hosszú, 50 sing széles és 30 sing magas épület (1 Kir 7, 2). A palota előtti téren oszlop állt, ennek vetített árnyéka mutatta az időt (Ézs 38, 8). Az udvar felől először a trónterembe lehetett bejutni, ahol Salamon ítélkezett, emögött volt a királyi lak.

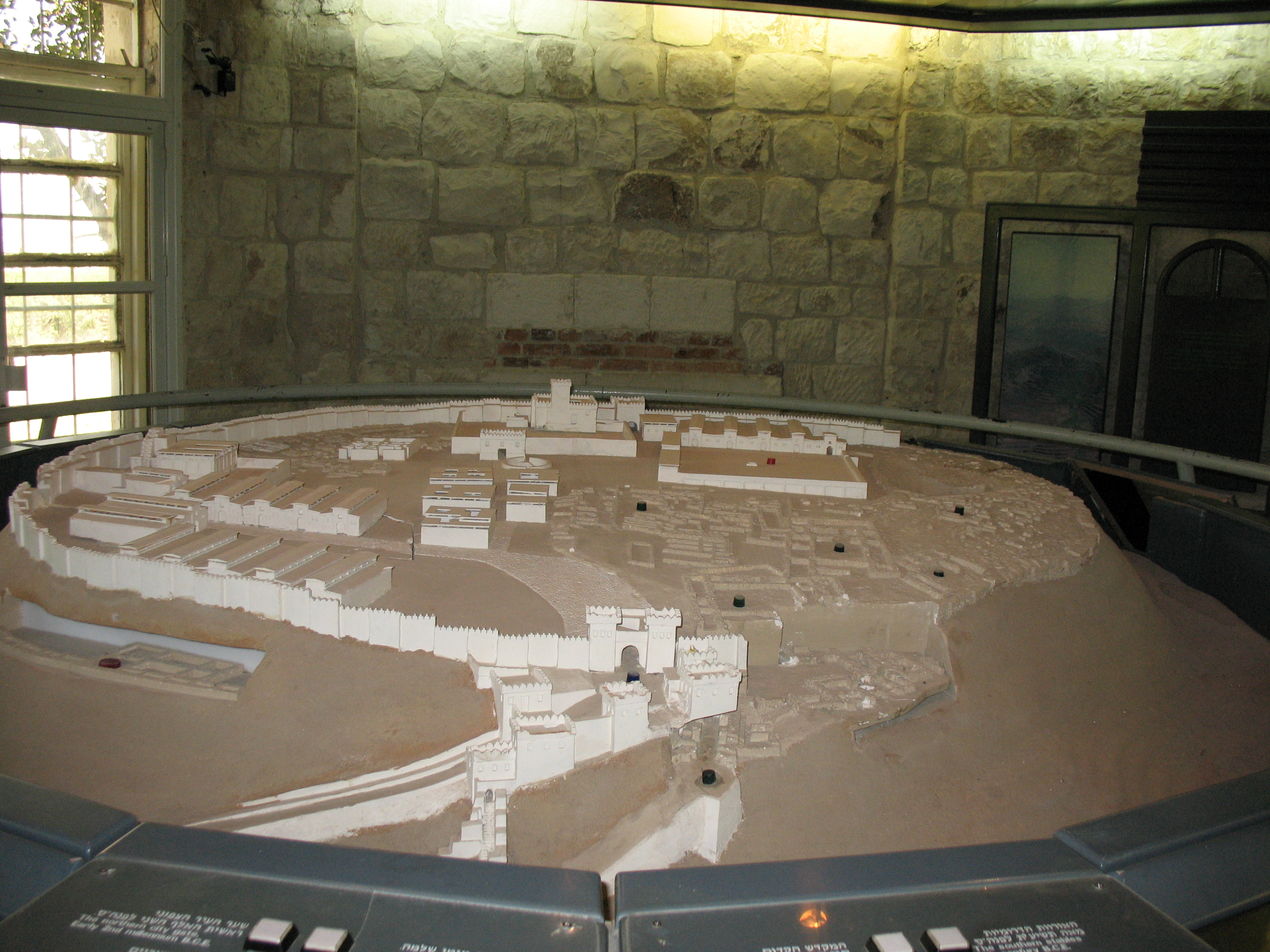
Megiddó városának modellje

### Városok
A városoknak, lakóházaknak úgyszólván egyetlen emléke sem maradt. Megiddo város maradványai nyújtanak némi képet a lakóházépítészetről.

### Sírépítészet
A síremléképítészetet bibliai utalások mellett ásatások alapján is ismerjük. Absolon síremlékét apja, Dávid király építette Kr. e. 1000. körül. A családi sírok a megtiszteltetés jelei voltak Izraelben. Háromféle sírtípus ismeretes.
- bolthajtásos vagy padolatos sír: egy falba épített bolthajtás alá fektették a holttestet. A padolat az egyik végén párnaszerűen megemelkedett, erre a végére fektették a halott fejét. Fedőkővel ellátott változata gyakran a későbbi katakombák megoldásait előlegezi meg.
- vályúsír vagy jászolsír: sziklába vájt, jászolhoz hasonló kiképzésű. Mélysége egy test befogadására alkalmas. Az ilyen sír is le lehet fedőkővel zárni. Ilyenbe temették Jézust.
- zárt sír: A falba folyosót vágnak úgy, hogy a sír hosszanti tengelye derékszöget képez a sziklafallal. Bejárata keskeny, innen egy előcsarnok nyílik, majd innen egy még kisebb bejáraton keresztül a sírkamrába lehet jutni. Ezt a bejáratot könnyen lehet fedőkővel födni. A holttestet úgy helyezték el benne, hogy lábával kifelé mutasson. Az előcsarnok és a sírkamra hossza megegyezik.

## Szobrászat
A Tízparancsolatot követő zsidóknál nem találunk szobrokat, szoborábrázolásokat a ne csinálj magadnak faragott képet törvény értelmében.
A kivételes szobrászati munkák egyik volt a Frigyláda két kerubja, melyek színaranyból készültek. Szintén a Biblia írja le Salamon trónszékét, mely aranyból és elefántcsontból készült.
Néhány ásatás során kerültek elő kisebb szobrok. A terafimok kis házi istenek voltak, fából vagy kőből készültek. Ismeretesek bálványok is, bibliai utalás van például az aranyborjúra. A bálványképeket és mindenféle egyéb ábrázolást Mózes törvényei tiltották meg.

## Festészet

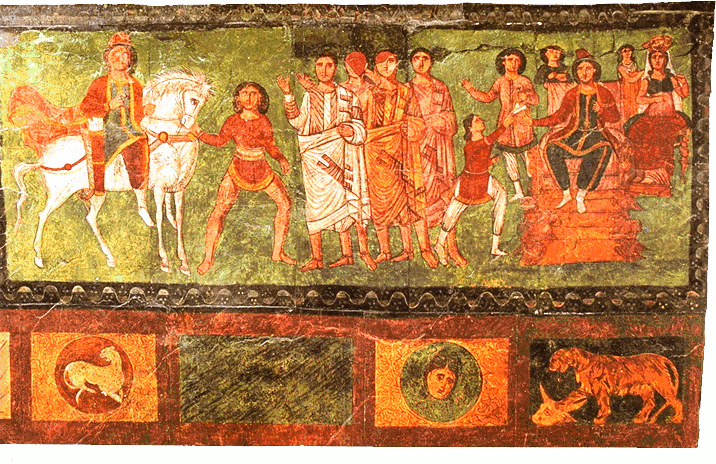
Dura Europos, freskórészlet

Alárendelt szerepet játszott, az emlékek nagy része szintén elpusztult. Mózes törvényei tiltották a figurális festészetet. Idővel a mózesi törvényt nem tartották szó szerint betartandónak. A nagyfestészetre szőnyegszövésből lehet következtetni. Fennmaradt továbbá néhány padlómozaik is.
A kereszténységgel érintkező zsidóság festészetének páratlan emléke a Dura Europos-i zsinagóga. Az ókeresztény festészet a római mellett ebből a hagyományból táplálkozott.

## Iparművészet
Itt is a Bibliára lehet támaszkodni, mely említi a drágakövek metszését és művészi szinten való vésését.